# Leonardo Ponzio
Pour les articles homonymes, voir Ponzio.
Leonardo Ponzio est un footballeur argentin né le 29 janvier 1982 à Rosario.
Il évolue à plusieurs postes, milieu relayeur, milieu droit ou encore arrière droit.

## Carrière
Après avoir commencé aux Newell's Old Boys (1999-2003), il traversa l'Atlantique pour arriver en Espagne au Real Saragosse (2003-2006). Il est revenu dans son pays pour jouer sous le maillot du River Plate. En janvier 2009, il revient au Real Saragosse.En janvier 2012, Leonardo résilie son contrat avec son club et décide de rejoindre River Plate.
Le 12 juin 2012, ses hémorroïdes éclatent en plein match l'obligeant à sortir de la pelouse alors qu'il évoluait sous les couleurs de River Plate.

## Palmarès

### En club
- Real Saragosse
  - Vainqueur de la Coupe d'Espagne : 2004
  - Vainqueur de la Supercoupe d'Espagne : 2004
- CA River Plate
  - Vainqueur du Championnat d'Ouverture d'Argentine : 2008
  - Vainqueur de la Copa Sudamericana : 2014
  - Vainqueur de la Copa Libertadores 2015
  - Vainqueur de la Coupe d'Argentine : 2016 et 2017

### En sélection
- Argentine
  - Vainqueur de la Coupe du monde des moins de 20 ans : 2001